# Mokgware
Mokgware – wieś w Botswanie w dystrykcie Central. Według spisu ludności z 2011 roku wieś liczyła 334 mieszkańców.